# Nazionale maschile di calcio a 5 dell'Ecuador
La nazionale di calcio a 5 dell'Ecuador è, in senso generale, una qualsiasi delle selezioni nazionali di Calcio a 5 della Federación Ecuatoriana de Fútbol che rappresentano l'Ecuador nelle varie competizioni ufficiali o amichevoli riservate a squadre nazionali.
La nazionale ecuadoriana non spicca per lunga storia, e non si conoscono i risultati di questa nazionale dei tornei sudamericani degli anni sessanta-settanta-ottanta, senza contare che nella gestione FIFUSA, la formazione non comparve mai in nessun tipo di competizione se non nel tardo 2000 con la presenza al campionato mondiale del 2003. Con la FIFA, l'Ecuador non ha partecipato ad alcuna edizione del campionato mondiale, non qualificandosi in quattro occasioni e non presentandosi ai nastri di partenza in altre due.
Nelle rassegne continentali a partire dal 1992, l'Ecuador ha raccolto relativamente poco con quattro presenze ed il miglior risultato proprio in occasione della sua prima partecipazione nel 1992. Nella Coppa America del 2008 la vittoria contro il Cile costituisce la prima vittoria ecuadoriana in una manifestazione continentale della CONMEBOL.

## Risultati nelle competizioni internazionali

### Mondiale FIFUSA
- 1982 - non presente
- 1985 - non presente
- 1988 - non presente

### FIFA Futsal World Championship
- 1989 - non presente
- 1992 - non qualificata
- 1996 - non presente
- 2000 - non qualificata
- 2004 - non qualificata
- 2008 - non qualificata

### Copa America/Taça America
- 1992 - quarto posto
- 1995 - non presente
- 1996 - non presente
- 1997 - non presente
- 1998 - non presente
- 1999 - non presente
- 2000 - primo turno
- 2003 - primo turno
- 2008 - sesto posto